# Valdemar de Brandenburg
Valdemar o Waldemar de Brandenburg dit el Gran -en alemany: Waldemar der Große- (~1280 - 14 d'agost de 1319, Bärwalde) va ser marcgravi de Brandenburg de la branca de Brandenburg-Stendal, l'últim de la casa d'Ascània. Era fill del marcgravi Conrad de Brandenburg de la branca de Brandenburg-Stendal i de Constança, filla de Przemysl I de Gran Polònia. Va governar junt amb el seu cosí Enric II de Brandenburg.

## Biografia
Valdemar va ser co-regent des de la mort del seu pare vers 1304, i va assolir el 1309 la tutoria del seu cosí Enric II marcgravi de Brandenburg-Stendal.
Pel tractat de Soldin (1309) Waldemar va renunciar a les seves pretensions a Pomerèlia i Danzig a favor de l'Orde Teutònic per a un pagament de 10.000 marcs de plata. Les castellanies de Stolpe i Schlawe van quedar per Brandenburg. A aquestos districte però, foren cedits, juntament amb Rügenwalde, al duc Wartislaw IV de Pomerània-Wolgast el 1317.
El 1316 va donar suport a Stralsund contra Dinamarca i això va provocar una gran coalició formada per Dinamarca, Suècia, Polònia, Mecklenburg i la Casa de Welf contra ell. Va mantenir la seva posició, però al final va haver de rendir Stargard-Neubrandenburg a Mecklemburg. El 1319 Waldemar va adquirir Zuellichau i Schwiebus de Brandenburg.
Waldemar va ser gairebé l'últim membre governant de la línia dels Ascanis de Brandenburg. El 1309 es va casar amb Agnès de Brandenburg (1296-1334), filla del marcgravi Herman III. Aquest matrimoni no va tenir fills.
Amb la mort de Waldemar el 1319, Enric II el va succeir però va morir el 1320 i amb ell va acabar la casa Ascània, i Brandenburg va passar a l'Imperi. El 1323 l'emperador Lluís IV de Wittelsbach el va cedir al seu fill Lluís V de Wittelsbach.
El 1348, un impostor anomenat "Fals Waldemar" va al·legar que era Waldemar, tornat de peregrinació a Terra Santa, després que algú havia estat enterrat en el seu lloc. Ràpidament va guanyar suport a causa de les ciutats, i a causa de les rivalitats polítiques, de l'Emperador que el va arribar a investir i el va reconèixer durant dos anys; després "l'últim Ascani" va passar-se la resta de la vida a la cort a Dessau.